# A Comprehensive Guide to Moderne Rebellion
A Comprehensive Guide to Moderne Rebellion è il secondo album di studio del gruppo hardcore punk statunitense Good Riddance, pubblicato nel 1996 dalla Fat Wreck Chords.

## Tracce
Tutte le tracce di Rankin tranne dove indicato
1. Weight of the World (Luke Pabich, Rankin) - 2:09
2. Steps - 2:15
3. A Credit to His Gender - 2:47
4. Trophy (Pabich, Rankin) - 0:35
5. Up And Away - 2:04
6. Last Believer (Pabich, Rankin) - 2:34
7. Static - 2:49
8. Favorite Son - 1:21
9. West End Memorial - 2:29
10. This Is the Light - 3:18
11. Bittersweet (Pabich, Rankin) - 1:47
12. Token Idiot - 1:39
13. Come Dancing (Ray Davies) - 2:21
14. Lampshade - 1:33
15. Think of Me - 2:09
16. The Sky Is Falling (Pabich, Rankin) - 0:45
17. Sometimes - 5:47
La traccia 17 dura 1:50 – al minuto 4:50 inizia la traccia fantasma di 57 secondi

## Formazione
- Russ Rankin – voce
- Luke Pabich – chitarra
- Chuck Platt – basso
- Sean Sellers – batteria
- Cinder Block – voce in A Credit to His Gender